# 甘卓
甘卓（3世紀—322年），字季思，丹陽郡（今安徽當塗）人。戰國時秦國丞相甘茂的後代，孫吳將領甘寧的曾孫。東晉重要將領，官至鎮南大將軍，王敦之亂時一度起兵討伐王敦，但因為遲豫不決而延誤時機，最終在王敦擊敗朝廷軍隊並執掌朝政後選擇退回駐地襄陽。不久即被王敦秘密命人殺害。

## 生平

### 平定州亂
東吳滅亡後，甘卓一度退居自守。後來先後任丹楊郡主簿和功曹，後獲察孝廉，舉秀才，擔任吳王司馬晏的常侍。太安二年（303年）十二月，因張昌部將石冰在揚州境內作亂，議郎周玘等舉兵討伐，甘卓亦有起兵支持，最終於明年與廣陵度支陳敏聯合擊敗並殺死石冰。戰後晉惠帝賜甘卓爵都亭侯。及後東海王司馬越任命甘卓為其參軍，任离狐縣令。但甘卓見當時天下大亂，於是棄官回到江東避亂；途中在歷陽遇到陳敏，而陳敏有意割據江東，甘卓則與他共圖大計，更聯結婚姻，以女嫁陈敏子陈景。陳敏於是在永興二年（304年）十二月起兵，自號楚公，又擄掠周邊州郡。周玘等江南大族雖獲招攬，但不肯聽命於陳敏。直至永嘉元年（307年），陳敏任命為右將軍的顧榮秘密聯結征東大將軍劉準，劉準於是派揚州刺史劉機攻陳敏；同時周玘密使其同鄉，陳敏弟弟陳昶部將錢廣殺陳昶。陳昶死後，錢廣勒兵朱雀橋南，甘卓則奉陳敏之命討伐錢廣。但周玘和顧榮則前去遊說甘卓背叛陳敏，甘卓一向敬重顧榮，同時見陳昶已死又心存畏懼，想了很久後最終決定背叛陳敏，最終於明年與周玘等將陳敏擊敗，協助平定叛亂。

### 統治梁州
同年琅邪王司馬睿南渡江東，任命甘卓前锋都督、扬威将军、歷陽內史。其後先於永嘉五年（311年）擊潰反對司馬越的鎮東將軍周馥，後又參與討平杜弢的叛亂，累計功勳獲封南鄉侯，拜豫章太守。後改任湘州刺史，及後更獲進爵于湖侯。司馬睿建立東晉以後，甘卓升任安南將軍、梁州刺史，假節督沔北（今湖北北部）諸軍，鎮襄陽。在任期間為政簡惠，又善於綏撫，又不收估稅，令市無二價；甘卓亦將收境內所有魚池的稅款全部贈施給貧民，當地都稱許甘卓的政策。

### 討伐王敦
永昌元年（322年），大將軍王敦於武昌（今湖北鄂州市）以誅劉隗之名起兵進攻建康，並派人通知甘卓，請甘卓與他同行。甘卓最初答應，但及後並沒前往，更派參軍孫雙勸阻王敦。王敦及後再命孫雙回報，更以公爵之位引誘，但甘卓仍然沒有前往。同時湘州刺史司馬承亦派主簿鄧騫遊說甘卓反叛王敦，但甘卓參軍李梁卻勸甘卓坐觀成敗，鄧騫力勸，但甘卓仍然遲疑未決。王敦見甘卓久不前來，害怕日後會反對自己，進攻根據地武昌，於是派參軍樂道融出使，務求要令到甘卓前往支持自己。但樂道融因反對王敦叛亂，於是勸甘卓反對王敦。甘卓心中一直不願順從王敦，聽樂道融的話後終於有了決定，於是派巴东监军柳纯、宜都太守谭该等人宣布王敦的罪狀，又聯絡司馬承和廣州刺史陶侃，正式討伐王敦，並起兵向武昌進攻。甘卓宣布進攻武昌後，武昌人民都大驚逃散，而朝廷接到甘卓反王敦的上奏後都十分高興，並任命甘卓為鎮南大將軍、侍中、都督荊梁二州，荊州牧。

### 多疑自敗
甘卓雖然決定了反抗王敦，更公開宣戰，但性格不夠果敢堅毅，且年老多疑，此時仍然猶豫，大軍停駐在豬口。甘卓更打算先解救被王敦將領魏乂圍困的司馬承，雖然司馬承要求甘卓先攻破武昌，長沙之圍自然隨武昌陷落而解，但甘卓仍沒動作。同時王敦知道甘卓舉兵十分害怕，派了甘卓侄兒甘卬勸和。甘卓停駐豬口數十日不前，但同時王敦已攻破建康，掌握朝政，並殺尚書左僕射周顗和驃騎將軍戴淵，又送騶虞幡給甘卓。甘卓知道周顗、戴渊已死，向甘卬說擔心進攻武昌會逼王敦劫逼元帝，危及皇室，決心要退兵回襄阳，並下令撤軍。樂道融和都尉秦康以甘卓已經起兵，不能半途而廢和士卒希望取得戰功而未必甘願撤退為由勸甘卓堅持，又劝他分兵截断彭泽（今江西彭泽湖长江入口九江市），使王敦武昌、建康兩邊不得聯絡接應，令其众自然离散。但甘卓不聽。
甘卓回襄陽後，性情大變，意氣騷擾，舉止失常。主簿何無忌和家人都勸甘卓加強警覺，防備王敦，但甘卓不但不聽，反而動怒。甘卓命士兵解甲大規模屯田，完全不留兵作防衛，功曹榮建勸阻但又不納。襄阳太守周慮收到王敦密令要除去甘卓，又知道甘卓根本沒有做任何防備措施，於是謊稱湖中多魚，勸甘卓命左右前往捕撈，甘卓聽從。周慮於是命人在寢室襲殺甘卓，並將首级送至王敦处。包括散骑郎甘蕃的四名兒子都被殺害。
王敦之亂於太寧二年（324年）被平定後，甘卓獲追贈驃騎將軍，諡曰敬。

## 評論
- 《晉書》史臣曰：「甘卓伐暴寧亂，庸績克宜，作鎮扞城，威略具舉。及兇渠犯順，志在勤王。既而人撓其謀，天奪其鑒，疑留不斷，自取誅夷。」
- 晉書贊曰：「詹臨南服，卓莅西州。政刑克舉，威惠兼修。應嗟運促，甘斃疑留。」
- 顧榮：「甘季思忠款盡誠，膽幹殊快。」

## 延伸阅读
[在维基数据编辑]
 《晉書·卷070》，出自房玄齡《晉書》
 在维基共享资源阅览影像